# 恩代州

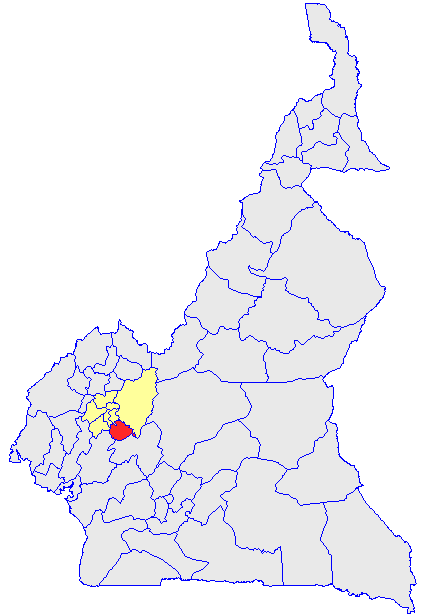
恩代州在喀麦隆所处的位置

恩代州（法語：Ndé）是喀麥隆的58個州份之一，位於該國西部，由西部區負責管轄，西面是上恩坎州，面積1,524平方公里，2001年人口123,661，人口密度每平方公里81.1人。